# Придорожный (Рязанская область)
Придоро́жный — посёлок в Сасовском районе Рязанской области России. Административный центр Придорожного сельского поселения.

## Географическое положение
Посёлок находится в восточной части Сасовского района, в 58 км к юго-востоку от райцентра на истоке реки Старая Речка.
Ближайшие населённые пункты:

— село Пичкиряево в 4 км к северо-востоку по асфальтированной дороге;

— деревня Горбуновка в 6 км к востоку по асфальтированной дороге;

— село Боковой Майдан в 6 км к востоку по асфальтированной дороге;

— село Матвеевское в 11 км к юго-востоку по асфальтированной дороге;

— деревня Вадакша в 2 км к югу по асфальтированной дороге;

— село Салтыково в 5,5 км к юго-западу по асфальтированной дороге;

— деревня Грачёвка в 6 км к северо-западу по асфальтированной и грунтовой дороге;

— деревня Каменка в 3,5 км к северо-западу по асфальтированной дороге.
Ближайшая железнодорожная станция Пичкиряево в 7 км к северо-востоку по асфальтированной дороге и платформа 15 км в 4,5 км к западу.

## Природа
Климат умеренно континентальный с умеренно жарким летом (средняя температура июля +19 °С) и относительно холодной зимой (средняя температура января −11 °С). Осадков выпадает около 600 мм в год.

## История
В 1966 г. указом президиума ВС РСФСР поселок центрального отделения совхоза «Свобода» переименован в Придорожный.
С 2004 г. и до настоящего времени входит в состав Придорожного сельского поселения. До этого момента входил в Придорожный сельский округ.

## Население
| 1984 | 1989 | 2002 | 2010 |
| ---- | ---- | ---- | ---- |
| 710  | ↗712 | ↘548 | ↘529 |